# Dr. Sutomo
Dr. Sutomo is een bestuurslaag in het regentschap Soerabaja van de provincie Oost-Java, Indonesië. Dr. Sutomo telt 13.638 inwoners (volkstelling 2010).